# F-107 (航空機)
F-107
- 用途：戦闘爆撃機
- 製造者：ノースアメリカン
- 運用者

  - アメリカ合衆国
    - アメリカ空軍
    - NACA
- 初飛行：1956年9月10日
- 生産数：3機
- 退役：1957年11月25日
- 運用状況：キャンセル

F-107は、アメリカ合衆国のノースアメリカンが開発していたジェット戦闘爆撃機。F-100戦闘機の発展型である。F-105との競争試作に敗れたため採用はされず、試作機はテスト機として生涯を終えた。

## 設計と開発
F-100により強力なエンジンを搭載した改良型の戦闘爆撃機として開発が開始されたものである。開発当初はF-100Bという名称であったが、間もなくF-107Aの名称が与えられた。アメリカ空軍からは1953年10月20日に3機の試作機の発注があり、1954年8月には追加で6機発注されている。
F-100の機体を改良するにあたって、機首にレーダーを搭載する必要があり、エンジンのインテイクをノーズから移す必要があった。ノースアメリカン社では、F-107Aの開発方針として、F-100のインテイクを機体下部に移したモデルNA-211と機体上部に移したモデルNA-212の二つを検討し、NA-212の案を採用した。エンジンへは可変断面積ダクトが用いられ、これはエンジン出力と連動して作動した。この可変断面積のシステムはより発展し、A-5やXB-70のインテイクにも用いられることとなった。
インテイクの位置の他、F-107Aではエリアルールの採用、垂直尾翼の大型化・全遊動化などの改良が行われているが、主翼と水平尾翼はF-100と同等である。ロール制御にはスポイラーを用いた 。操縦性の改良として、後にピッチとヨーのダンパーが追加されている。
インテイクが背中に設けられたのは、核爆弾を胴体下部に半埋め込み式に搭載するにあたり、インテイクの発する衝撃波が投下に影響を与えないようにするためであった。これにより、パイロットの脱出や後方視界に悪影響を及ぼす結果となった。しかし、本機が戦闘爆撃機であることと、当時幅を利かせていたミサイル万能論により、この欠点はあまり問題視されなかった。

### 名称について
本機に与えられた形式は「F-107A」のみであるが、書籍などではしばしば「YF-107A」と記載されることがある。また、F-86セイバー、F-100スーパーセイバーとの関連から、非公式ではあるが「ウルトラセイバー」などと呼ばれることもある。

## 運用
F-107Aの1号機は、1956年9月10日に初飛行し、マッハ1.03を記録した。しかし、比較審査によりF-105の採用が決定した（というのも元よりF-105失敗に備えての保険的開発であった）ため、制式採用はされず、試作機3機のみの製造に終わり追加発注もキャンセルされた。
1号機と3号機は、1957年に空軍からNACAに移管されて各種の試験に用いられ、マッハ2を超える優れた高速性能を示した。なお、3号機は1959年9月に離陸失敗により大破し、爆撃標的に転用され失われた。現在は、残った2機のうち、2号機がオハイオ州デイトンの国立アメリカ空軍博物館、1号機がアリゾナ州ツーソンのピマ航空宇宙博物館で見ることができる。

## 要目
- 全長：18.84m
- 全幅：11.15m
- 全高：5.99m
- エンジン：P&W YJ75-P-9 （推力A/B時 11.1t）1基
- 最大速度：2,048km/h
- 武装：20mm機関銃4門 爆弾など4.5t
- 乗員：1名